# Korbanot
Die Korbanot (hebräisch קָרְבָּנוֹת; dt. „Abschnitte über die Opfer“) sind Bestandteil des jüdischen Gebets. Die Texte werden im vorbereitenden Abschnitt des Schacharit rezitiert und folgen den Birchot ha-Schachar (hebräisch בִּרְכוֹת הַשַּׁחַר) sowie der Akedah.

## Begriffsbeschreibung
Der Begriff Korbanot leitet sich vom hebräischen Substantiv Korban (hebräisch קָרְבָּן; Opfer) ab und findet sich in der Tora. Er wurde in Bezug auf die Anbetung vor allem für Tier- oder andere Sachopfer im antiken Israel verwendet. Für diesen Begriff werden in der Tora verschiedene Wörter verwendet, die genaue Bedeutung variiert: so sind die häufigsten Verwendungen Säwach  (hebräisch זֶבַח; Tieropfer), Friedensopfer und Ola (hebräisch עוֹלָה; Brandopfer). Im Hebräischen wird für eine Vielzahl von Opfern das Substantiv Korban verwendet.
- Korban Tamid, ständige alltägliche Opfer: „Brandopfer […] männliche einjährige Lämmer zwei pro Tag […]“ auf Grundlage von Numeri 28,1–8.[2]
- Korban Musaf, die zusätzlichen Opfer für Schabbat: „Am Shabbat […] zweijährige Lämmer […] und zwei Zehntel Semmelmehl zum Speisopfer, mit Öl gemengt, und sein Trankopfer […]“ auf Grundlage von Numeri 28:9–10.[2]
- Korban Rosh Chodesh, Opfer für den ersten Tag des Monats: „[…] zwei junge Bullen, einen Widder, sieben Lämmer […] Semmelmehl zum Speisopfer, mit Öl gemengt […] einem Widder […] Wein.“ auf Grundlage von Numeri 28:11–15.[2]

Wie oben beschrieben, leitet sich der Begriff hebräisch קָרְבָּן qårbān, als ein Aktionsnomen, vom Wurzelkonsonant hebräisch קרב qrb, deutsch ‚sich nähern‘ ab.
Damit hatte die Opferung in der jüdischen Antike eine andere Konnotation, etwa im Vergleich zu den Opferungen des antiken Griechenlands oder des Römischen Imperiums, denn das Opfer sollte eine Verbindung zu Gott herstellen, sich ihm annähern und war nicht als eine Gabe oder Geschenk an einen polytheistischen Gott gedacht.

## Text und Übersetzung
Ein Auszug aus den Korbanot:
| א וַיְדַבֵּר יְהוָה, אֶל-מֹשֶׁה לֵּאמֹר. ב צַו אֶת-בְּנֵי יִשְׂרָאֵל, וְאָמַרְתָּ אֲלֵהֶם: אֶת-קָרְבָּנִי לַחְמִי לְאִשַּׁי, רֵיחַ נִיחֹחִי, תִּשְׁמְרוּ, לְהַקְרִיב לִי בְּמוֹעֲדוֹ. ג וְאָמַרְתָּ לָהֶם--זֶה הָאִשֶּׁה, אֲשֶׁר תַּקְרִיבוּ לַיהוָה: כְּבָשִׂים בְּנֵי-שָׁנָה תְמִימִם שְׁנַיִם לַיּוֹם, עֹלָה תָמִיד. ד אֶת-הַכֶּבֶשׂ אֶחָד, תַּעֲשֶׂה בַבֹּקֶר; וְאֵת הַכֶּבֶשׂ הַשֵּׁנִי, תַּעֲשֶׂה בֵּין הָעַרְבָּיִם. ה וַעֲשִׂירִית הָאֵיפָה סֹלֶת, לְמִנְחָה, בְּלוּלָה בְּשֶׁמֶן כָּתִית, רְבִיעִת הַהִין. ו עֹלַת, תָּמִיד--הָעֲשֻׂיָה, בְּהַר סִינַי, לְרֵיחַ נִיחֹחַ, אִשֶּׁה לַיהוָה. ז וְנִסְכּוֹ רְבִיעִת הַהִין, לַכֶּבֶשׂ הָאֶחָד; בַּקֹּדֶשׁ, הַסֵּךְ נֶסֶךְ שֵׁכָר--לַיהוָה. ח וְאֵת הַכֶּבֶשׂ הַשֵּׁנִי, תַּעֲשֶׂה בֵּין הָעַרְבָּיִם: כְּמִנְחַת הַבֹּקֶר וּכְנִסְכּוֹ תַּעֲשֶׂה, אִשֵּׁה רֵיחַ נִיחֹחַ לַיהוָה. {פ} ט וּבְיוֹם, הַשַּׁבָּת--שְׁנֵי-כְבָשִׂים בְּנֵי-שָׁנָה, תְּמִימִם; וּשְׁנֵי עֶשְׂרֹנִים, סֹלֶת מִנְחָה בְּלוּלָה בַשֶּׁמֶן--וְנִסְכּוֹ. י עֹלַת שַׁבַּת, בְּשַׁבַּתּוֹ, עַל-עֹלַת הַתָּמִיד, וְנִסְכָּהּ.וִיבָרְכוּ שֵׁם כְּבדֶךָ וּמְרומַם עַל כָּל בְּרָכָה וּתְהִלָּה: | „Gott sprach zu Mose: Verpflichte Israels Söhne und sage ihnen: Das mir als mein Opfer für meine Feuerhingebungen Nahezubringende, den Ausdruck meiner Willfahrung, sollt ihr hüten, mir in seiner Zusammenkunftsbestimmungszeit nahezubringen. Sage ihnen sodann: Dies ist die Feuerhingebung, die ihr Gott nahe bringen sollt: jährige Schafe in ihrer Ganzheit, dem Tage entsprechend zwei, als ein stetes Emporopfer. Das Schaf vollziehst du, und zwar nur eins, am Morgen; – das zweite Schaf vollziehst du zwischen den beiden Abenden; – und das Zehntel eines Efa Feinmehl zu einer Huldigungsgabe, durchmengt mit einem Viertel Hin durch Pressen gewonnenen Oels. Ein ständiges Emporopfer, das auf dem Berge Sinai vollzogen wird, zum Ausdruck der Willfahrung, Gott zur Feuerhingebung. Und sein Gußopfer das Viertel eines Hin für das eine Schaf, im Heiligtum geistigen Weines Guß Gott hinzugießen. Und das zweite Schaf vollziehst du zwischen den beiden Abenden, wie durch die Huldigungsgabe des Morgens und wie dessen Gußopfer vollziehst du Gott eine Feuerhingebung des Willfahrungsausdrucks.“ |
| Samson Raphael Hirsch: Sidur tefilot Yisrael, Israels Gebete, (סדור תפלות ישראל) | |